# Fernando Bermúdez de Castro y Rebellón
Fernando Bermúdez de Castro y Rebellón (La Coruña, España; 1923 - 1999) fue un abogado y escritor español, ganador del Premio Planeta en 1958.

## Biografía
Nacido en La Coruña en 1923, huérfano de madre desde la niñez, durante su juventud recorrió diferentes capitales europeas, hasta instalarse en Madrid, donde trabajó colaborando con distintos diarios.
Licenciado en Derecho en 1947 por la Universidad de Santiago de Compostela, abandonó la carrera diplomática para centrarse en la literatura. Tras presentarse al Premio Nadal en 1956, en 1958 obtuvo el Premio Planeta por Pasos sin huellas, una novela parcialmente autobiográfica sobre las aventuras de un estudiante gallego en Londres. Esta fue su única obra publicada ya que, tras recibir el galardón, optó por retirarse de la vida pública. Hasta su muerte, en 1999, escribió una quincena de novelas y múltiples cuentos, todos ellos inéditos por su expreso deseo.